# 皮扎莱
皮扎莱（義大利語：Pizzale），是意大利帕维亚省的一个市镇。总面积7.26平方公里，人口709人，人口密度97.7人/平方公里（2009年）。国家统计（ISTAT）代码为018116。